# 제53회 대종상
제53회 대종상은 2016년 12월 27일에 열린 시상식이다.

## 수상 및 후보

### 최우수작품상
- 내부자들 - 우민호 수상
- 곡성(哭聲) - 나홍진
- 덕혜옹주 - 허진호
- 대호 - 박훈정
- 밀정 - 김지운

### 감독상
- 내부자들 - 우민호 수상
- 곡성(哭聲) - 나홍진
- 검사외전 - 이일형
- 덕혜옹주 - 허진호
- 밀정 - 김지운

### 시나리오상
- 내부자들 - 우민호 수상
- 곡성(哭聲) - 나홍진
- 대호 - 박훈정
- 4등 - 정지우 외 1명
- 밀정 - 이지민 외 2명

### 남우주연상
- 내부자들 - 이병헌 수상
- 곡성(哭聲) - 곽도원
- 대호 - 최민식
- 터널 - 하정우
- 밀정 - 송강호

### 여우주연상
- 덕혜옹주 - 손예진 수상
- 터널 - 배두나
- 계춘할망 - 윤여정
- 두 번째 스물 - 이태란
- 널 기다리며 - 심은경
- 날, 보러와요 - 강예원

### 남우조연상
- 밀정 - 엄태구 수상
- 곡성(哭聲) - 황정민
- 터널 - 오달수
- 내부자들 - 이경영
- 덕혜옹주 - 윤제문

### 여우조연상
- 덕혜옹주 - 라미란 수상
- 곡성(哭聲) - 천우희
- 내부자들 - 이엘
- 귀향 - 손숙
- 밀정 - 한지민

### 신인남자배우상
- 4등 - 정가람 수상
- 인천상륙작전 - 김희진
- 계춘할망 - 최민호
- 4등 - 유재상
- 날, 보러와요 - 이상윤

### 신인여자배우상
- 곡성(哭聲) - 김환희 수상
- 귀향 - 강하나
- 귀향 - 최리
- 계춘할망 - 이슬비

### 신인감독상
- 귀향 - 조정래 수상
- 검사외전 - 이일형
- 널 기다리며 - 모홍진

### 촬영상
- 곡성(哭聲) - 홍경표 수상
- 아수라 - 이모개
- 내부자들 - 고낙선
- 고산자, 대동여지도 - 최상호
- 밀정 - 김지용

### 편집상
- 곡성(哭聲) - 김선민 수상
- 아수라 - 김상범 외 1명
- 터널 - 김창주
- 내부자들 - 김상범 외 1명
- 밀정 - 양진모

### 조명상
- 곡성(哭聲) - 김창호 수상
- 아수라 - 이성환
- 내부자들 - 이승빈
- 덕혜옹주 - 김상철
- 밀정 - 조규영

### 음악상
- 덕혜옹주 - 최용락 외 1명 수상
- 곡성(哭聲) - 장영규 외 1명
- 인천상륙작전 - 이동준
- 내부자들 - 조영욱
- 밀정 - 모그

### 의상상
- 덕혜옹주 - 권유진 외 1명 수상
- 대호 - 조상경
- 인천상륙작전 - 오상진
- 고산자, 대동여지도 - 조상경
- 밀정 - 조상경

### 미술상
- 밀정 - 조화성 수상
- 곡성(哭聲) - 이후경
- 아수라 - 장근영
- 대호 - 조화성
- 덕혜옹주 - 조화성

### 기술상
- 대호 - 조용석 외 4명 수상
- 곡성(哭聲) - 정재훈 외 3명
- 인천상륙작전 - 문병용 외 2명
- 터널 - 김남식 외 4명
- 덕혜옹주 - 백경수 외 3명

### 기획상
- 내부자들 - 김원국 수상
- 곡성(哭聲) - 나홍진
- 귀향 - 조정래
- 4등 - 정지우
- 덕혜옹주 - 김원국

### 인기상
- 인천상륙작전 - 이범수 수상

### 녹음상
- 곡성(哭聲) - 김신용 외 1명 수상
- 아수라 - 윤성기 외 1명
- 대호 - 정군 외 1명
- 내부자들 - 홍예영 외 1명
- 밀정 - 최태영 외 1명
- 인천상륙작전 - 박종근 외 1명

### 공로상
- 윤삼육 수상

### 뉴 라이징상
- 인천상륙작전 - 김희진 수상
- 귀향 - 최리 수상